# Брейди, Крис
Кристофер Кит Брейди (англ. Christopher Keith Brady; родился 3 марта 2004) — американский футболист, вратарь клуба MLS «Чикаго Файр».

## Клубная карьера
Уроженец Нейпервилла (штат Иллинойс), Брейди выступал за футбольную академию клуба «Чикаго Файр» с 2017 года. В марте 2020 года подписал «доморощенный» контракт с «Чикаго Файр» в MLS.
В июле 2020 года отправился в аренду в клуб Лиги 1 ЮСЛ «Форвард Мэдисон». 23 августа того же года дебютировал за клуб в матче против «Орландо Сити B». В ноябре 2020 года был признан лучшим молодым игроком года в прошедшем сезоне Лиги 1 ЮСЛ. Он не пропускал голов в свои ворота в трёх из восьми матчей турнира. В 2022 году Брейди вновь отправился в аренду в «Форвард Мэдисон».
9 октября 2022 года Брейди дебютировал в основном составе «Чикаго Файр» в матче MLS против «Нью-Инглэнд Революшн».

## Карьера в сборной
В 2019 году в составе сборной США до 15 лет сыграл на чемпионате КОНКАКАФ среди юношей до 15 лет. В 2022 году в составе сборной США до 20 лет выиграл молодёжный чемпионат КОНКАКАФ и получил «золотую перчатку» как лучшим вратарь турнира.

## Достижения
Сборная США (до 20 лет) 
- Победитель чемпионата КОНКАКАФ (до 20 лет): 2022

Личные достижения
- Молодой игрок года Лиги 1 ЮСЛ: 2020
- Участник «команды турнира» чемпионата КОНКАКАФ (до 20 лет): 2022
- Обладатель «золотой перчатки» чемпионата КОНКАКАФ (до 20 лет): 2022